# 美馬市立木屋平小学校
美馬市立 木屋平小学校（みましりつ こやだいらしょうがっこう）は、徳島県美馬市木屋平にある公立小学校。

## 沿革
- 1879年 木屋平小学校を創立。
- 2005年 町村合併のため美馬市立木屋平小学校となる。

## 校歌

### 木屋平小学校
- 冨士都美 作詞・作曲

## 関連する学校
- 美馬市立木屋平中学校

## 通学区域が隣接している学校
- 美馬市立穴吹小学校
- つるぎ町立貞光小学校
- 三好市立東祖谷小学校
- 那賀町立相生小学校
- 神山町立神領小学校
- 吉野川市立高越小学校